# Barcelona (musikalbum)
Barcelona är ett musikalbum från 1988 av den brittiske rockartisten Freddie Mercury och den spanska operasångerskan och sopranen Montserrat Caballé. 
Låten "Barcelona" användes under OS i Barcelona 1992.

## Låtlista
1. "Barcelona" (Freddie Mercury, Mike Moran) - 5:38
2. "La Japonaise" (Freddie Mercury, Mike Moran) - 4:49
3. "The Fallen Priest" (Freddie Mercury, Mike Moran, Tim Rice) - 5:45
4. "Ensueño" (Montserrat Caballé, Freddie Mercury, Mike Moran) - 4:20
5. "The Golden Boy" (Freddie Mercury, Mike Moran, Tim Rice) - 6:04
6. "Guide Me Home" (Freddie Mercury, Mike Moran) - 2:41
7. "How Can I Go On?" (Freddie Mercury, Mike Moran) - 3:59
8. "Overture Piccante" (Freddie Mercury, Mike Moran) - 6:40